# Bendžo
Bendžo (engl. banjo) je žičani instrument (chordophon). Kao rezonantno tijelo služi koža, prevučena preko drvenog okvira kružnog oblika koja se stezanjem može regulirati zavrtnjima pričvršćenim na okvir instrumenta. Prvotno je on bio instrument koji su robovi donijeli u Ameriku, a naziv dolazi iz jezika Kimbundu na kojem se zove mbanza. U novije vrijeme to postaje irski i američki narodni instrument.
Bendžo se sastoji od tijela i vrata (nije određeno koliko dug) i od četiri do šest žica. Kod 5-žičanog bendža najviša žica (chanterelle) se ne proteže od vrha vrata, nego tek od 5 prečnice. Ta modifikacija pripisana je Amerikancu Joelu Walkeru Sweeneyju.

## Četvero žičani bendžo (Jazz/Tenor/Irish)
Četvero žičani bendžo koristi se uglavnom u irskom folku i jazz glazbi. Razlikuju se:
- Plectrum-bendžo (22 prečnice), u C-G-H-D štimu
- Tenor-bendžo (17 ili 19 prečnice), u C-G-D-A štimu
- Irski tenor-bendžo (17 ili 19 prečnice), u G-D-A-E štimu

Dok se tenor-bendžo u jazzu koristi kao ritaminstrument, tako što se sviraju akordi, u irskoj glazbi se uglavnom koristi kao solo instrument za melodije. G-D-A-E štim odgovara violinskom štimu, dakako jednu oktavu niže. Pošto je niži štim nego u jazzu tu se koriste jake žice, da bi se dobio specifičan zvuk.

## Petožičani bendžo (Bluegrass/Clawhammer)
Petero žičani bendžo pretežno se koristi u američkoj country glazbi.
Ova vrsta bendža ima dvije podvrste:
- Bluegrass-banjo (gDGHD štim)
- Clawhammer-banjo (gDGCD ili gCGCD štim)

U principu se tu radi o istom instrumentu, samo o drugom stilu sviranja. Bluegrass stil sviranja je popularan u country glazbi, u kojoj se svira nekom vrstom potezanja žica vrhovima prstiju. Tu se koriste takozvane plastične ili metalne "fingerpicks" (trzalice) koje se nataknu na vrh prsta. Clawhammer stil se svira također prstima, ali se tu ne koristi "fingerpick", već se palcem i kažiprstem trza žice.

## Poznati banjo svirači
Po dolasku u Ameriku, bendžo se najčešće koristi u duhovnoj glazbi afroamerikanaca, da bi kasnije postao jedan od glavnih instrumenata u glazbenoj izvedbi. U tom vremenu bendžo se pojavljuje u dixielandu, a tijekom 1940-ih Bill Monroe ga sve više upotrebljava u bluegrass glazbi. Tijekom 1970-ih, bendžo postaje glavni instrument country-rock sastava, a također se pojavljuje u folk glazbi zemalja poput Malavija i Maroka'.
Među najpoznatijim bendžo sviračima može se naći folk svirač Pete Seeger, koji je napisao i "Knjigu o Banju", Bob Schmidt, svirač bendža u irskom sastavu Flogging Molly, i Béla Fleck. Isto tako jedan od najboljih svirača bendža na svijetu Barney McKenna iz Dublinersa, kojeg nazivaju najboljim sviračem bendža Irske.

## Vanjske poveznice
- Teorija & Bendžo glazbe
- Old-Time Bendžo glazbe iz ruralne Amerike  Arhivirana inačica izvorne stranice od 26. veljače 2010. (Wayback Machine)